# ARA Baradero (P-61)
La ARA Baradero (P-61) es una de las cuatro lanchas rápidas de la clase Dabur de Argentina. Fue asignada en 1979 y es parte de la Agrupación Lanchas Rápidas (APLA), junto a sus gemelas Dabur y las lanchas ARA Intrépida, ARA Indómita y ARA Zurubí. Su apostadero es la Base Naval Ushuaia.
Fueron construidas en Israel y entraron en servicio en la Armada Argentina en 1978. Poseen un radar de navegación Decca 101. Construidas en aluminio, su casco y superestructura están pintados de color negro mate.

## Su nombre
Representa a la ciudad de Baradero, en la Provincia de Buenos Aires.

## Servicio operativo
En 1978, tras un breve paso por el Área Naval Fluvial y, por las tensiones con Chile, fue trasladada en el transcurso del mismo año a la ciudad de Ushuaia, perteneciente al Área Naval Austral, en donde opera patrullando los canales e islas de la zona.

### ONUCA
Desde 1990 hasta 1992 participó, junto a sus tres gemelas y un destacamento de Sanidad Naval, de la misión ONUCA de Naciones Unidas en el Golfo de Fonseca, con comando general en Tegucigalpa y puerto sede en San Lorenzo, próximo a Choluteca. Fue transportada hasta la zona de operaciones por el transporte ARA Canal Beagle (B-3) y regresada por el transporte ARA Bahía San Blas (B-4). La misión consistió en el control de la evolución del proceso de paz a través de los diferentes afluentes de agua de esa zona geográfica, para ello las unidades argentinas se presentaron pintadas de blanco y sin armamento.

### Década de 2010
Las actividades operativas son variadas. La participación en ejercicios conjuntos y combinados es constante, manteniendo el adiestramiento de sus tripulaciones en una difícil área como lo es la de los canales fueguinos. Además, es frecuente que la unidad colabore en el relevamiento y reaprovisionamiento de los puestos de vigilancia y control de tránsito marítimo en la Isla de los Estados y el Canal de Beagle.
En marzo de 2014, brindó apoyo y escolta a la regata Velas Latinoamérica 2014.